# 성 미카엘과 성녀 구둘라 대성당

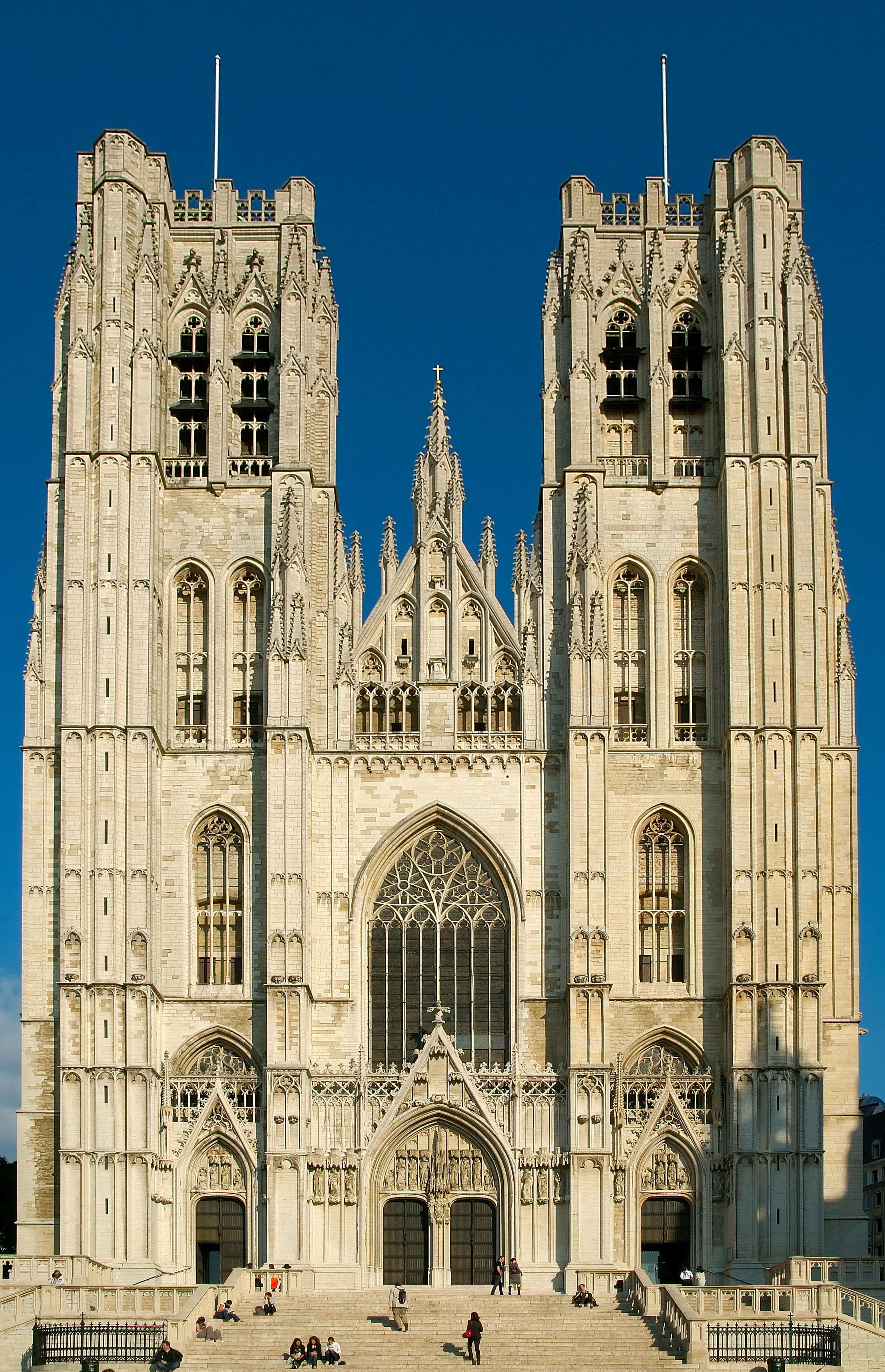
St. Michael and Gudula Cathedral성 미카엘과 성녀 구둘라 대성당

성 미카엘과 성녀 구둘라 대성당은 벨기에 브뤼셀의 보드웽 언덕에 있는 로마 가톨릭교회 성당이다. 1962년 2월 대성당으로 지위가 격상된 이래, 메르헨에 있는 성 루몰도 대성당과 더불어 메르헨-브뤼셀 대교구의 공동 대성당이다.